# Kon (divinità)
Nella mitologia inca Kon era il dio della pioggia e del vento che veniva dal sud. Era il figlio di Inti e di Mama Quilla.
Il dio Kon era un fratello di Pachacamac che secondo un mito lo espulse dall'Impero Inca rimandandolo a nord da dove proveniva. Tuttavia, con il suo ritiro, Kon portò via con sé la pioggia e lasciò la striscia costiera del Perù arida per sempre.
In origine questo dio veniva chiamato Kon Tiqui (o Kon Tiki). Nel 1947 Thor Heyerdahl, un antropologo e biologo marino, intraprese un viaggio dal Perù alla Polinesia su una zattera chiamata Kon Tiki per dimostrare la possibilità di contatti tra le due culture, portando come prova che il termine usato per "dio" era tiki sia per i polinesiani che per i peruviani.